# سحلية عديمة الأرجل

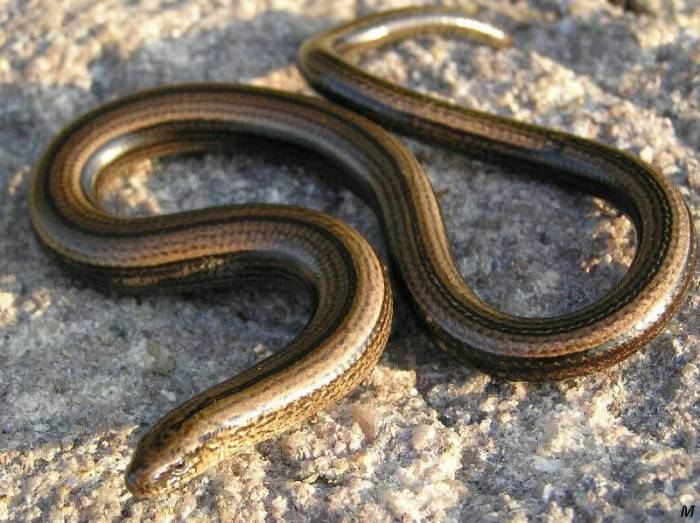
البدغة مثال على سحلية عديمة الأرجل

سحلية عديمة الأرجل (بالإنجليزية: Legless lizard)‏ وصف يُطلق على أي سحلية من مجموعات السحالي التي لا تملك أطراف أو تلك التي تملكها ولكنّها محدودة لدرجة عدم استخدامها في الحركة. يجدر الإشارة إلى أن الإسم يشيع استعماله مع فصيلة من السحالي تُسمى «سحالي عديمة السيقان»، غالبًا ما يمكن تمييز السحالي عديمة الأرجل عن الثعابين والأفاعي على أساس واحد أو أكثر من الخصائص التالية: امتلاك جفون، امتلاك فتحات أذن خارجية، عدم وجود حراشف بطن عريضة، امتلاك لسان مثلوم وغير متشعب، امتلاك رئتين متساويتين إلى حد ما، و/أو لها ذيل طويل جدًا «الثعابين لها جسم طويل وذيل قصير».
كل مرحلة من مراحل تناقص حزام الكتف - بما في ذلك الفقدان الكامل - تحدث عند الحرشفيات عديمة الأطراف، لكن عظم الحوض لا يُفقد تمامًا أبدًا بغض النظر عن درجة تضائل الأطراف أو فقدانها. على الأقل يتم الاحتفاظ بعظم الحرقفة في السحالي عديمة الأطراف كذلك عند معظم الثعابين القاعدية.